# Kim Hyeon-Cheol
Kim Hyeon-Cheol (31 de agosto de 1993) es un deportista surcoreano que compite en judo. Ganó una medalla de plata en el Campeonato Asiático de Judo de 2017 en la categoría de –100 kg.

## Palmarés internacional
| Campeonato Asiático | Campeonato Asiático | Campeonato Asiático | Campeonato Asiático |
| Año                 | Lugar               | Medalla             | Categoría           |
| ------------------- | ------------------- | ------------------- | ------------------- |
| 2017                | Hong Kong (China)   | Medalla de plata    | –100 kg             |